# Донгтхап

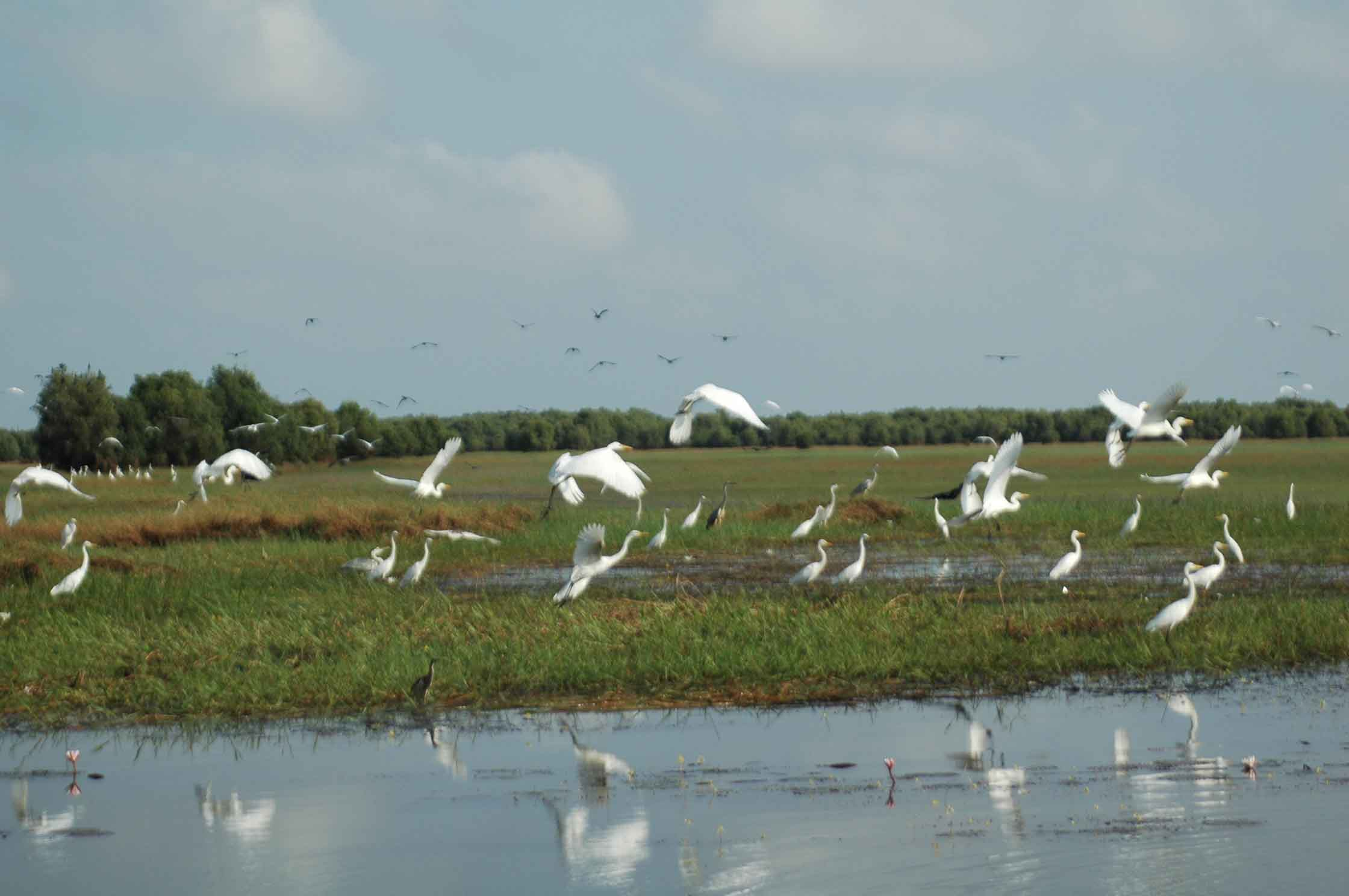
Національний парк Чамтім (Донгтхап)

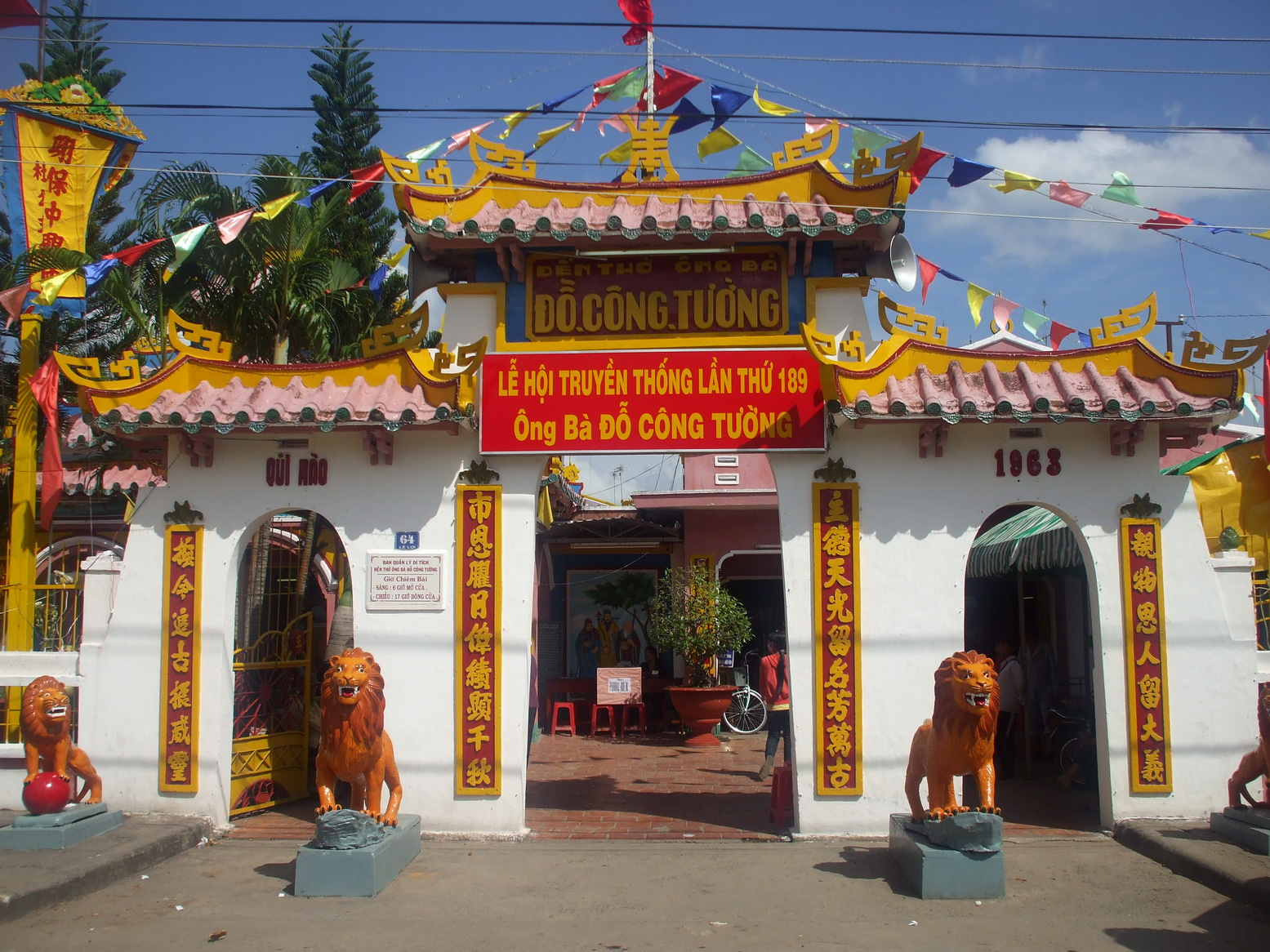
Вхід у храм у Каолані

Донгтхап (в'єт. Đồng Tháp) — провінція у південній частині В'єтнаму, у дельті річки Меконг.

## Географія
Провінція Донгтхап знаходиться у низинній місцевості, її середні висоти близько 1-2 метрів. На півночі провінція межує з Камбоджею. Адміністративний центр провінції — місто Каолань (в'єт. Cao Lãnh) — знаходиться за 162 км від Хошиміна.
Національний парк Чамтім (в'єт. Tràm Chim) у повіті Тамнонг налічує 140 видів лікарських рослин, 40 видів риб, десятки видів рептилій і багатьох інших тварин, а також 198 видів птахів.

## Населення
У 2009 році населення провінції становило 1 666 467 осіб (перепис), з них 830 581 (49,84 %) чоловіки і 835 886 (50,16 %) жінки, 1 370 508 (82,24 %) сільські жителі і 295 959 (17,76 %) жителі міст, 1 663 718 (99,84 %) етнічні в'єтнамці.

## Адміністративний поділ
Донгтхап поділяється на три муніципалітети — Каолань, Шадек, Хонгнги, і дев'ять повітів:
- Каолань (Cao Lãnh)
- Лайвунг (Lai Vung)
- Лапво (Lấp Vò)
- Тамнонг (Tam Nông)
- Танхонг (Tân Hồng)
- Тханьбінь (Thanh Bình)
- Тхапмиой (Tháp Mười)
- Тяутхань (Châu Thành)
- Хонгнги (Hồng Ngự)

## Економіка
Основа економіки — сільське господарство: вирощування овочів та фруктів, цукрової тростини, тютюну, бавовни.

## Спорт
У вищій футбольній лізі провінцію представляє клуб «Донгтхап».